# 중앙아시아거리

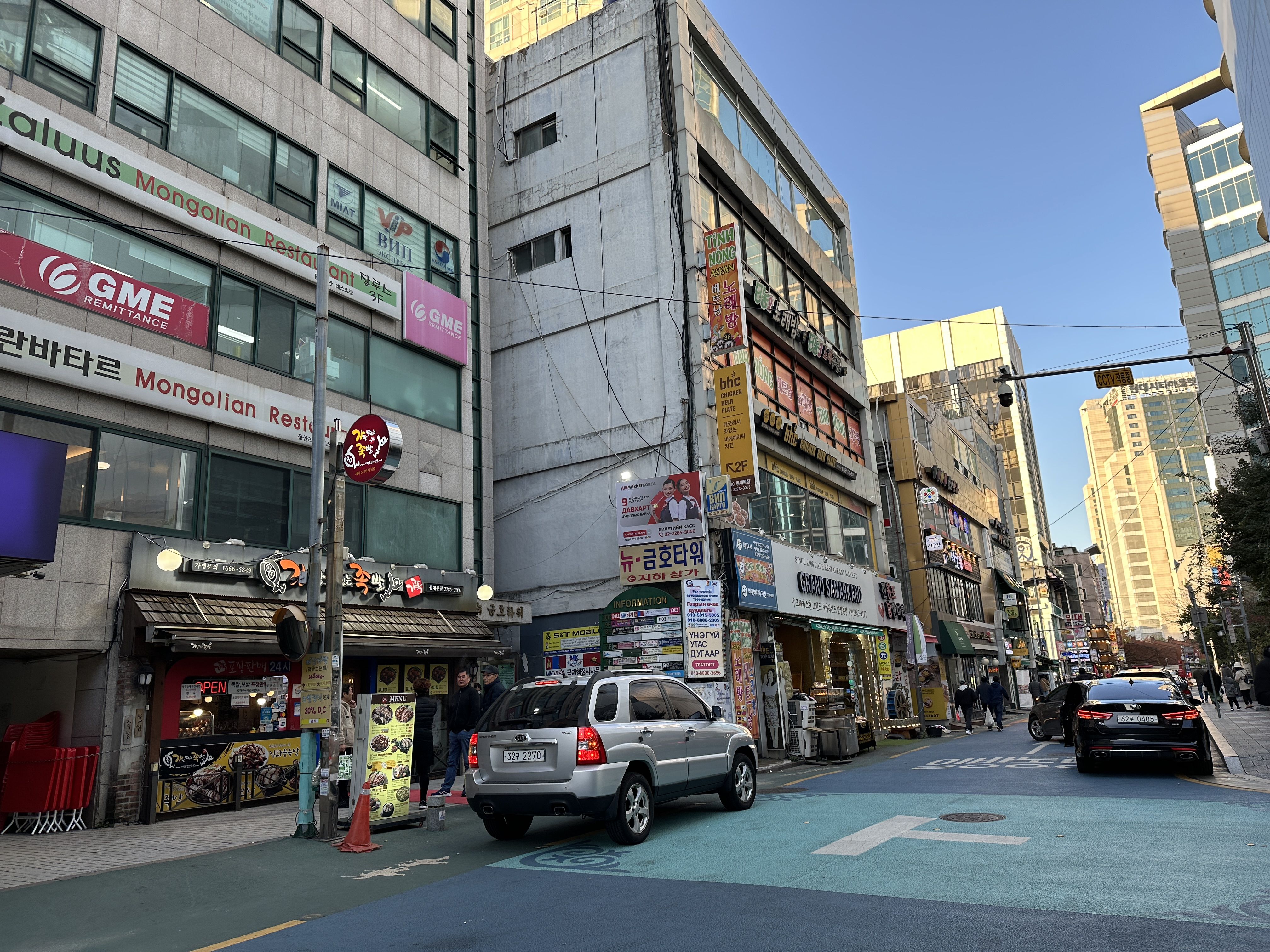
중앙아시아거리

중앙아시아거리는 대한민국 서울특별시 중구 광희동에 있는 거리이다. 이 지역에는 중앙아시아를 테마로 한 기업이 상대적으로 밀집되어 있기 때문에 이러한 이름이 붙여졌다.

## 역사
일찍이 1980년대부터 1990년 한소 수교를 기점으로 구소련 출신 외국인들이 모여들면서 조성된 거리로, 러시아, 몽골, 카자흐스탄, 투르크메니스탄, 키르기스스탄, 부랴트 출신 사람들이 주를 이루었다. 보따리상과 원단 중개무역상들이 인근의 동대문시장에서의 거래를 위해, 이곳에 숙박시설과 환전소를 열고 거점을 마련하였던 것이다.
1997년 IMF 외환위기로 낮은 환율을 따라 호황을 이루었으며 러시아 보따리상과 러시아어에 능통한 우즈벡, 몽골 이주노동자들이 몰려들었으나, 1998년 러시아가 모라토리엄을 맞으면서 러시아인들은 많이 철수했고, 중앙아시아 노동자들만 남아 상점과 식당 등을 개업하면서 지금의 모습이 되었다. 2022년에는 중구청의 주도로 테마거리 조성 사업이 진행되어 카펫의 전통 문양이 새겨진 바닥이나 안내물 등이 설치되었다.

## 지리
중앙아시아거리의 식당은 우즈베키스탄 요리, 러시아 요리 전문점이 가장 많으며, 중앙아시아식 화덕을 외부에 놓고 전통 빵 삼사와 볶음밥, 양꼬치 등을 판매하고 있다. 한편 몽골인들은 '몽골타운'이라는 오피스텔 건물 한곳에 밀집되어 살고 있으며 2019년 기준으로 이곳에만 40여개 몽골 관련 업체가 입주해 있다. 이러한 골목 특색을 만영해 광희동의 은행은 몽골인 특별 영업을 하고, 파출소에는 러시아어와 몽골어를 할 수 있는 경찰관이 근무하고 있다.
가장 가까운 지하철역은 서울 지하철 2호선, 4호선, 5호선의 환승역인 동대문역사문화공원역이며, 인근의 DDP와 두산타워, 동대문시장 등 유동인구가 많은 지역과 인접해 있다.

## 같이 보기
- 이태원
- 서래마을
- 텍사스거리
- 대한민국으로의 이민
- 대한민국의 비자 정책